# Klavier Music Productions
Klavier Music Productions (voorheen Klavier Records) is een Amerikaans platenlabel voor klassieke muziek en jazz. Het werd in het begin van de jaren '70 van de 20e eeuw opgericht door de geluidstechnicus Harold Powell, die ontevreden was over de geluidskwaliteit van klassieke platen. Het is sinds enige tijd een onderdeel van de muziekuitgever Edwin F. Kalmus, gevestigd in Boca Raton.
Het label brengt veel platen van harmonieorkesten uit. Artiesten die op het label uitkwamen zijn onder meer:
- Klassiek: Cincinnati Wind Symphony met dirigent Eugene Corporon, Susann McDonald
- Jazz: George Gershwin, Benny Carter, Si Zentner en Murray McEachern